# Julio Ducuron
Julio Ducuron (n. 24 noiembrie 1946, Río Cuarto, Provincia Córdoba, Argentina) este un pictor argentinian.
În 1960, la vârsta de 13 ani, participă la un Concurs de Pictură pe malul fluviului Rio Cuarto.
Acolo obține Premiul Întâi, și începe să colinde drumurile artei plastice.
A absolvit Școala de Arte „Libero Pierini” la Rio Cuarto în 1964, după care s-a perfecționat în pictură la Școala de Arte „Dr. Figueroa Alcorta” din orașul Cordoba, Argentina. Maeștrüai culorii precum artiștii Jorge Horacio Cordova, Jose Alvarez Soave și Martin Santiago contribuie în mod decisiv la perfecționarea cunoștințelor sale profunde de palete și nuanțe.
În paralel studiază Științe Economice obținând în anul 1970 titlul universitar.
Tot în acest an obține o bursă acordată de Institute Of International Education din S.U.A. și urmează studii de specializare în Winona Lake, Indiana.
În 1973 este numit Director al Muzeului Municipal de Artă din Rio Cuarto. Îndeplinește această funcție până când dictatura militară demisia sa în 1976.
A îndeplinit funcția de Director al Școlii Atelier de Arte Plastice „Artiști Argentinieni”, pe lângă Municipalitatea din Rio Cuarto, pe o perioadă de trei ani.
În 1974 începe să-și trimită operele în Italia. Faimosul pictor lombard Giovanni Balansino, care îi admiră opera, îi organizează expoziții individuale în tot nordul Italiei.
Călătorește în Italia în Ianuarie 1976 cu 62 de opere pe care la expune în orașele Legnano, Milano, Cremona, Bra, Bollate, Casale Monferrato și Monza; în Monza obține Premiul Special la Bienala Internațională a Artei. După trei luni și 10 expoziții individuale se întoarce în Argentina, după ce și-a vândut întreaga operă. Mostrele rămân în continuare în Italia, până la moartea impresarului Giovanni Balansino.
Întemeiază și conduce Galeria de Artă „Fernando Fader” din Rio Cuarto, din 1972 până în 1992.
În 1988 obține o altă bursă acordată de Haggai Institute International, efectuează studii și pictează în Singapore. Străzile Cartierului Chinezesc și peisajul din Singapore sunt reflectate în opere ce se găsesc la ora actuală în Atlanta, S.U.A. și Singapore.
Timp de 30 de ani a ocupat Catedra „Color III” la Școala Superioară de Artă „Libero Pierini”.
Până în Iulie 2003 a ocupat funcția de Director al acestei Școli.
În Aprilie 2007 călătorește în România și timp de trei luni pictează și expune peisaje din Transilvania și participă la o expoziție la Bergamo, Italia.
A fost invitat să efectueze o expoziție a operelor sale la Ambasada Română din Argentina.
La ora actuală funcționează ca artist la World Art Gallery din S.U.A.

## Comentariu
CESAR MAGRINI (Marea Carte a Artei Argentiniene), Ediția Noiembrie 2004, Buenos Aires, Argentina.
Cu tablouri care îl leagă de cele mai bune tradiții ale școlii figurative, precum și de unele ramificații pictorice ce vorbesc de o anumită adeziune a sa la impresionism, acest artist cordobez, autor al unei relevante activități culturale în provincia sa natală, manifestă prin opera sa atât o desăvârșită maturitate cât și o extraordinară sensibilitate, întrucât abordează peisajul cu un spirit deschis, o profundă înțelegere a secretelor lui și o expresivă fervoare pentru frumusețea lui.
Generozitatea constantă a tușelor sale nu reușește să ascundă -și nici nu pare să dorească acest lucru- valabilitatea și rigoarea compozițională a desenului, înrădăcinate în cei mai de seamă reprezentanți ai genului cultivat de el și materializate în pânze ce i-au adus spontane și numeroase recunoașteri dincolo de granițele țării noastre, după cum rezultă din expozițiile sale, multe dintre ale în orașe importante din nordul Italiei, precum și în Statele Unite, dar pentru este foarte ospitalier oraș Singapore, în care au fost achiziționate mai multe tablouri ale sale.
Artele plastice cultivate de el într-un mod atât de pozitiv, după cum o demonstrează operele sale, ale căror frumuseți sunt multiple și foarte evidente, într-o viziune care vorbește despre iubirea și admirația pentru armoniile și bogatele daruri descoperite în natura, ca motiv inspirator, le operă artiștilor ca și el să poată vedea în văzul tuturor capacitatea de înțelegere a tuturor factorilor în parte care fac dintr-un tablou un spațiu sigur al bucuriei și satisfacției pentru privitor.